# Біланоба-дал-Бальєс
Білано́ба-дал-Бальє́с (кат. Vilanova del Vallès, вимова літературною каталанською [biłə'nɔβə dəł bə'ʎɛs]) - муніципалітет, розташований в Автономній області Каталонія, в Іспанії. Код муніципалітету за номенклатурою Інституту статистики Каталонії - 89024. Знаходиться у районі (кумарці) Бальєс-Уріантал (коди району - 41 та VR) провінції Барселона, згідно з новою адміністративною реформою перебуватиме у складі Баґарії (округи) Барселона. 

## Населення
Населення міста (у 2007 р.) становить 4.121 особа (з них менше 14 років - 20%, від 15 до 64 - 69,4%, понад 65 років - 10,7%). У 2006 р. народжуваність склала 71 особа, смертність - 14 осіб, зареєстровано 34 шлюби. У 2001 р. активне населення становило 1.337 осіб, з них безробітних - 104 особи.

Серед осіб, які проживали на території міста у 2001 р., 2.004 народилися в Каталонії (з них 926 осіб у тому самому районі, або кумарці), 446 осіб приїхало з інших областей Іспанії, а 90 осіб приїхало з-за кордону. 

Університетську освіту має 11,8% усього населення. 

У 2001 р. нараховувалося 885 домогосподарств (з них 17,2% складалися з однієї особи, 28,6% з двох осіб,22,7% з 3 осіб, 20,2% з 4 осіб, 7,8% з 5 осіб, 2% з 6 осіб, 0,7% з 7 осіб, 0,6% з 8 осіб і 0,2% з 9 і більше осіб).

Активне населення міста у 2001 р. працювало у таких сферах діяльності : у сільському господарстві - 2,1%, у промисловості - 29,2%, на будівництві - 10,8% і у сфері обслуговування - 57,9%. 

 У муніципалітеті або у власному районі (кумарці) працює 933 особи, поза районом - 880 осіб.

### Безробіття
У 2007 р. нараховувалося 122 безробітних (у 2006 р. - 114 безробітних), з них чоловіки становили 29,5%, а жінки - 70,5%.

## Економіка

### Підприємства міста

#### Промислові підприємства
| \| Промислові підприємства міста, за сферою діяльності \| Промислові підприємства міста, за сферою діяльності \| Промислові підприємства міста, за сферою діяльності \| \| Рік \| 2002 р. \| 2001 р. \| \| --------------------------------------------------- \| --------------------------------------------------- \| --------------------------------------------------- \| \| Енергетичні та водні ресурси \| 2,4% \| 2,4% \| \| Хімія та метали \| 7,3% \| 9,5% \| \| Переробка металів \| 43,9% \| 45,2% \| \| Продукти харчування \| 12,2% \| 11,9% \| \| Текстиль \| 4,9% \| 4,8% \| \| Виробництво меблів, видання \| 12,2% \| 11,9% \| \| Інше \| 17,1% \| 14,3% \| \| Усього підприємств \| 41 \| 42 \| |         |         |
| Промислові підприємства міста, за сферою діяльності |         |         |
| Рік | 2002 р. | 2001 р. |
| Енергетичні та водні ресурси | 2,4%    | 2,4%    |
| Хімія та метали | 7,3%    | 9,5%    |
| Переробка металів | 43,9%   | 45,2%   |
| Продукти харчування | 12,2%   | 11,9%   |
| Текстиль | 4,9%    | 4,8%    |
| Виробництво меблів, видання | 12,2%   | 11,9%   |
| Інше | 17,1%   | 14,3%   |
| Усього підприємств | 41      | 42      |

#### Роздрібна торгівля
| \| Підприємства роздрібної торгівлі міста, за сферою діяльності \| Підприємства роздрібної торгівлі міста, за сферою діяльності \| Підприємства роздрібної торгівлі міста, за сферою діяльності \| \| Рік \| 2002 р. \| 2001 р. \| \| ------------------------------------------------------------ \| ------------------------------------------------------------ \| ------------------------------------------------------------ \| \| Продукти харчування \| 30,8% \| 31,8% \| \| Одяг та взуття \| 7,7% \| 9,1% \| \| Товари для дому \| 15,4% \| 13,6% \| \| Книги та періодичні видання \| 3,8% \| 4,5% \| \| Промислова хімічна продукція \| 11,5% \| 13,6% \| \| Продукція, пов'язана з транспортними засобами \| 7,7% \| 9,1% \| \| Інше \| 23,1% \| 18,2% \| \| Усього підприємств \| 26 \| 22 \| |         |         |
| Підприємства роздрібної торгівлі міста, за сферою діяльності |         |         |
| Рік | 2002 р. | 2001 р. |
| Продукти харчування | 30,8%   | 31,8%   |
| Одяг та взуття | 7,7%    | 9,1%    |
| Товари для дому | 15,4%   | 13,6%   |
| Книги та періодичні видання | 3,8%    | 4,5%    |
| Промислова хімічна продукція | 11,5%   | 13,6%   |
| Продукція, пов'язана з транспортними засобами | 7,7%    | 9,1%    |
| Інше | 23,1%   | 18,2%   |
| Усього підприємств | 26      | 22      |

#### Сфера послуг
| \| Підприємства міста, що працюють у сфері послуг, за діяльністю \| Підприємства міста, що працюють у сфері послуг, за діяльністю \| Підприємства міста, що працюють у сфері послуг, за діяльністю \| \| Рік \| 2002 р. \| 2001 р. \| \| ------------------------------------------------------------- \| ------------------------------------------------------------- \| ------------------------------------------------------------- \| \| Гуртова торгівля \| 15,5% \| 15,3% \| \| Готелі та готельний бізнес \| 15,5% \| 16,2% \| \| Транспорт та зв'язок \| 22,7% \| 20,7% \| \| Посередницькі фінансові послуги \| 2,7% \| 2,7% \| \| Послуги підприємствам \| 10,9% \| 9,9% \| \| Послуги фізичним особам \| 14,5% \| 15,3% \| \| Нерухомість та ін. \| 18,2% \| 19,8% \| \| Усього підприємств \| 110 \| 111 \| |         |         |
| Підприємства міста, що працюють у сфері послуг, за діяльністю |         |         |
| Рік | 2002 р. | 2001 р. |
| Гуртова торгівля | 15,5%   | 15,3%   |
| Готелі та готельний бізнес | 15,5%   | 16,2%   |
| Транспорт та зв'язок | 22,7%   | 20,7%   |
| Посередницькі фінансові послуги | 2,7%    | 2,7%    |
| Послуги підприємствам | 10,9%   | 9,9%    |
| Послуги фізичним особам | 14,5%   | 15,3%   |
| Нерухомість та ін. | 18,2%   | 19,8%   |
| Усього підприємств | 110     | 111     |

## Житловий фонд
У 2001 р. 3,6% усіх родин (домогосподарств) мали житло метражем до 59 м², 21,6% - від 60 до 89 м², 34,1% - від 90 до 119 м² і
40,7% - понад 120 м².

З усіх будівель у 2001 р. 37,3% було одноповерховими, 56,4% - двоповерховими, 5,5
% - триповерховими, 0,3% - чотириповерховими, 0,4% - п'ятиповерховими, 0% - шестиповерховими,
0% - семиповерховими, 0% - з вісьмома та більше поверхами.

## Автопарк
| \| Автомобілі, зареєстровані у місті, за призначенням \| Автомобілі, зареєстровані у місті, за призначенням \| Автомобілі, зареєстровані у місті, за призначенням \| \| Рік \| 2006 р. \| 2005 р. \| \| -------------------------------------------------- \| -------------------------------------------------- \| -------------------------------------------------- \| \| Приватні автомобілі \| 61,5% \| 63,2% \| \| Мотоцикли \| 10,5% \| 10,1% \| \| Вантажівки \| 19,4% \| 18,5% \| \| Трактори \| 0,9% \| 1,1% \| \| Автобуси та ін. \| 7,6% \| 7,2% \| \| Усього автомобілів \| 3.020 шт. \| 2.744 шт. \| |           |           |
| Автомобілі, зареєстровані у місті, за призначенням |           |           |
| Рік | 2006 р.   | 2005 р.   |
| Приватні автомобілі | 61,5%     | 63,2%     |
| Мотоцикли | 10,5%     | 10,1%     |
| Вантажівки | 19,4%     | 18,5%     |
| Трактори | 0,9%      | 1,1%      |
| Автобуси та ін. | 7,6%      | 7,2%      |
| Усього автомобілів | 3.020 шт. | 2.744 шт. |

## Вживання каталанської мови
У 2001 р. каталанську мову у місті розуміли 98,1% усього населення (у 1996 р. - 98,3%), вміли говорити нею 83,6% (у 1996 р. - 
86,6%), вміли читати 81% (у 1996 р. - 83,7%), вміли писати 51,8
% (у 1996 р. - 56,6%). Не розуміли каталанської мови 1,9%.

## Політичні уподобання
У виборах до Парламенту Каталонії у 2006 р. взяло участь 1.721 особа (у 2003 р. - 1.445 осіб). Голоси за політичні сили розподілилися таким чином:
| \| Вибори до Парламенту Каталонії \| Вибори до Парламенту Каталонії \| Вибори до Парламенту Каталонії \| \| Рік \| 2006 р. \| 2003 р. \| \| -------------------------------------- \| ------------------------------ \| ------------------------------ \| \| Конвергенція та Єднання (CiU) \| 43,3% \| 40,8% \| \| Соціалістична партія Каталонії (PSC) \| 16,9% \| 19,2% \| \| Народна партія (PP) \| 8,7% \| 9,9% \| \| Ініціатива за зелену Каталонію (IC) \| 8,8% \| 6,9% \| \| Республіканська лівиця Каталонії (ERC) \| 17,7% \| 22,1% \| \| Громадянська партія (C's) \| 2,4% \| 0% \| \| Інші \| 2,3% \| 1% \| |         |         |
| Вибори до Парламенту Каталонії |         |         |
| Рік | 2006 р. | 2003 р. |
| Конвергенція та Єднання (CiU) | 43,3%   | 40,8%   |
| Соціалістична партія Каталонії (PSC) | 16,9%   | 19,2%   |
| Народна партія (PP) | 8,7%    | 9,9%    |
| Ініціатива за зелену Каталонію (IC) | 8,8%    | 6,9%    |
| Республіканська лівиця Каталонії (ERC) | 17,7%   | 22,1%   |
| Громадянська партія (C's) | 2,4%    | 0%      |
| Інші | 2,3%    | 1%      |

У муніципальних виборах у 2007 р. взяло участь 2.054 особи (у 2003 р. - 1.626 осіб). Голоси за політичні сили розподілилися таким чином:
| \| Муніципальні вибори \| Муніципальні вибори \| Муніципальні вибори \| \| Рік \| 2007 р. \| 2003 р. \| \| -------------------------------------- \| ------------------- \| ------------------- \| \| Конвергенція та Єднання (CiU) \| 30,3% \| 34,7% \| \| Соціалістична партія Каталонії (PSC) \| 9,8% \| 11,3% \| \| Народна партія (PP) \| 3,2% \| 3% \| \| Ініціатива за зелену Каталонію (IC) \| 4,6% \| 0% \| \| Республіканська лівиця Каталонії (ERC) \| 4,9% \| 39,4% \| \| Громадянська партія (C's) \| 0% \| 0% \| \| Інші \| 47,2% \| 11,6% \| |         |         |
| Муніципальні вибори |         |         |
| Рік | 2007 р. | 2003 р. |
| Конвергенція та Єднання (CiU) | 30,3%   | 34,7%   |
| Соціалістична партія Каталонії (PSC) | 9,8%    | 11,3%   |
| Народна партія (PP) | 3,2%    | 3%      |
| Ініціатива за зелену Каталонію (IC) | 4,6%    | 0%      |
| Республіканська лівиця Каталонії (ERC) | 4,9%    | 39,4%   |
| Громадянська партія (C's) | 0%      | 0%      |
| Інші | 47,2%   | 11,6%   |